# Даджи, Питер
Питер Паркас Даджи (англ. Peter Parkas Daji, 18 июля 1960, Окленд, Новая Зеландия) — новозеландский хоккеист (хоккей на траве), полевой игрок. Участник летних Олимпийских игр 1984 и 1992 годов.

## Биография
Питер Даджи родился 18 июля 1960 года в новозеландском городе Окленд.
В 1984 году вошёл в состав сборной Новой Зеландии по хоккею на траве на летних Олимпийских играх в Лос-Анджелесе, занявшей 7-е место. Играл в поле, провёл 7 матчей, забил 4 мяча (три в ворота сборной Пакистана, один — Кении).
В 1992 году вошёл в состав сборной Новой Зеландии по хоккею на траве на летних Олимпийских играх в Барселоне, занявшей 8-е место. Играл в поле, провёл 7 матчей, мячей не забивал.